# Parathesis moritziana
Parathesis moritziana är en viveväxtart som beskrevs av Carl Christian Mez. Parathesis moritziana ingår i släktet Parathesis och familjen viveväxter. Inga underarter finns listade i Catalogue of Life.